# Rezerwat przyrody Zatoka Elbląska
Rezerwat przyrody Zatoka Elbląska – rezerwat faunistyczny obejmujący swoim zasięgiem Zatokę Elbląską i północną część Wyspy Nowakowskiej. Jest położony na terenie gmin Elbląg i Tolkmicko w województwie warmińsko-mazurskim. Celem ochrony jest zachowanie bogatej i zróżnicowanej fauny ptaków wodno-błotnych oraz ich siedlisk.
Rezerwat został utworzony zarządzeniem Ministra Ochrony Środowiska, Zasobów Naturalnych i Leśnictwa z 9 października 1991 roku i początkowo zajmował 420,01 ha. Był kilkukrotnie powiększany, a od 2017 roku jego powierzchnia wynosi 830,71 ha.
Na terenie rezerwatu zaobserwowano aż 222 gatunki ptaków, w tym 86 gatunków ptaków gniazdujących. Występują tu wszystkie spotykane w Polsce gatunki  mew i kaczek, a w okresie wędrówki niemal wszystkie gatunki siewkowców; ponadto występują tu m.in. rybitwa rzeczna i czarna, kormoran, czapla siwa, remiz, wąsatka, błotniak stawowy, bielik.
Na obszarze rezerwatu znajduje się tzw. Złota Wyspa – ciągle rosnący wąski półwysep wrzynający się w akwen Zalewu Wiślanego.
Niewielkie fragmenty rezerwatu wchodzą w skład Parku Krajobrazowego Wysoczyzny Elbląskiej i jego otuliny.
W pobliżu osady Rangóry, obok drogi wojewódzkiej nr 503 utworzono ścieżkę edukacyjną „Ptasi Raj” z pomostem i tarasem widokowym na Zatokę Elbląską.